# Eesküla
Eesküla  est un village estonien appartenant à la commune de Rakvere dans le Virumaa occidental. Sa population au 1er janvier 2010 est de 57 habitants. 